# コッルピティヤ
コッルピティヤ（シンハラ語: කොල්ලුපිටිය、タミル語: கொள்ளுபிட்டி、英語: Kollupitiya）は、スリランカの都市コロンボの一地域。市の中心フォート地区の南に位置する。
コッルピティヤの名称は、キャンディの首長の一人に由来する。イギリスやオランダの統治時代、この地域にはココナッツから酒を作る醸造所が設けられた。 現代では、この地域は高級ショッピングモールなどが並ぶ商業地域となっており、またアメリカ大使館を初めとするいくつかの大使館もこの地域に居を構えている。その他、Maha Nuge Gardensと呼ばれる著名な私道が通っている。

## 人口動態
コッルピティヤは多文化が共生する地域である。大多数を占めるのはスリランカの主要民族であるシンハラ人だが、その他バーガー人やタミル人、スリランカ・ムーアといったマイノリティも居住している。宗教についても、仏教、ヒンドゥー教、イスラム教、キリスト教やその他様々なものが混在している。